# Tenodera sinensis
De Chinese bidsprinkhaan (Tenodera sinensis) soms ook wel foutief Tenodera aridifolia sinensis genoemd, komt oorspronkelijk voor in China. In 1895 werd de soort in Noord-Amerika geïntroduceerd als plaagcontrole. Sindsdien komt ze in de Verenigde Staten wijd verspreid  voor. De eiercocon of oötheek kan tot 200 eitjes bevatten, de cocons van de Chinese bidsprinkhaan worden in gespecialiseerde handelszaken verkocht. De tot 10 cm grote bidsprinkhaan eet overwegend insecten, hoewel ook kleine gewervelde dieren zoals reptielen en amfibieën gegeten worden. Soms treedt ook kannibalisme op. 

## Foto's

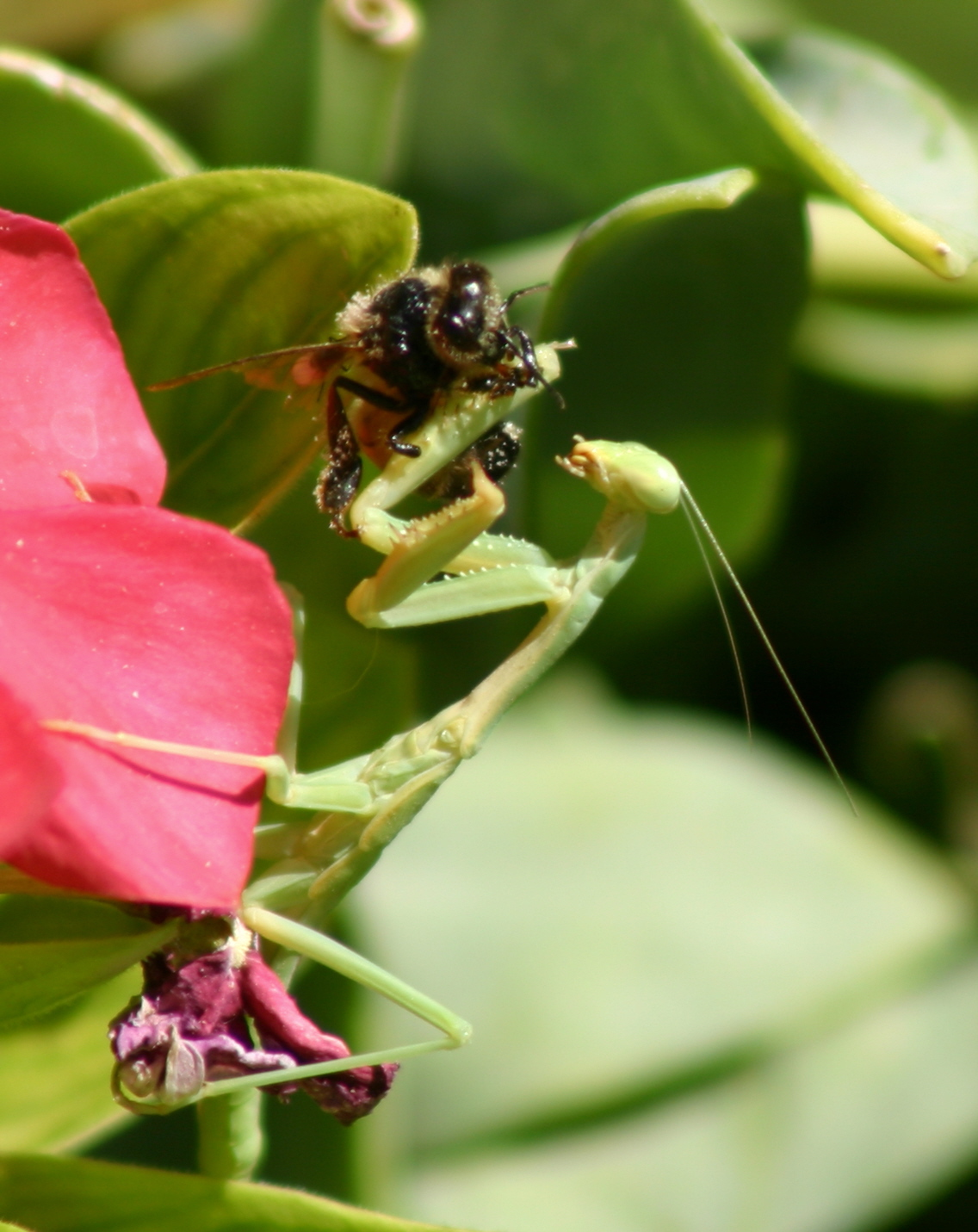
Juveniele Chinese bidsprinkhaan eet een hommel
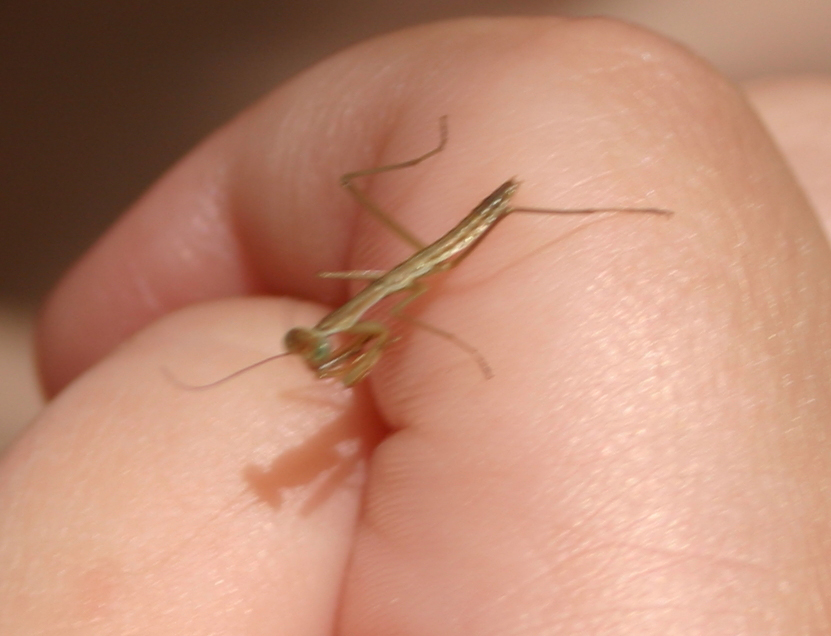
Chinese bidsprinkhaan op de hand van een baby
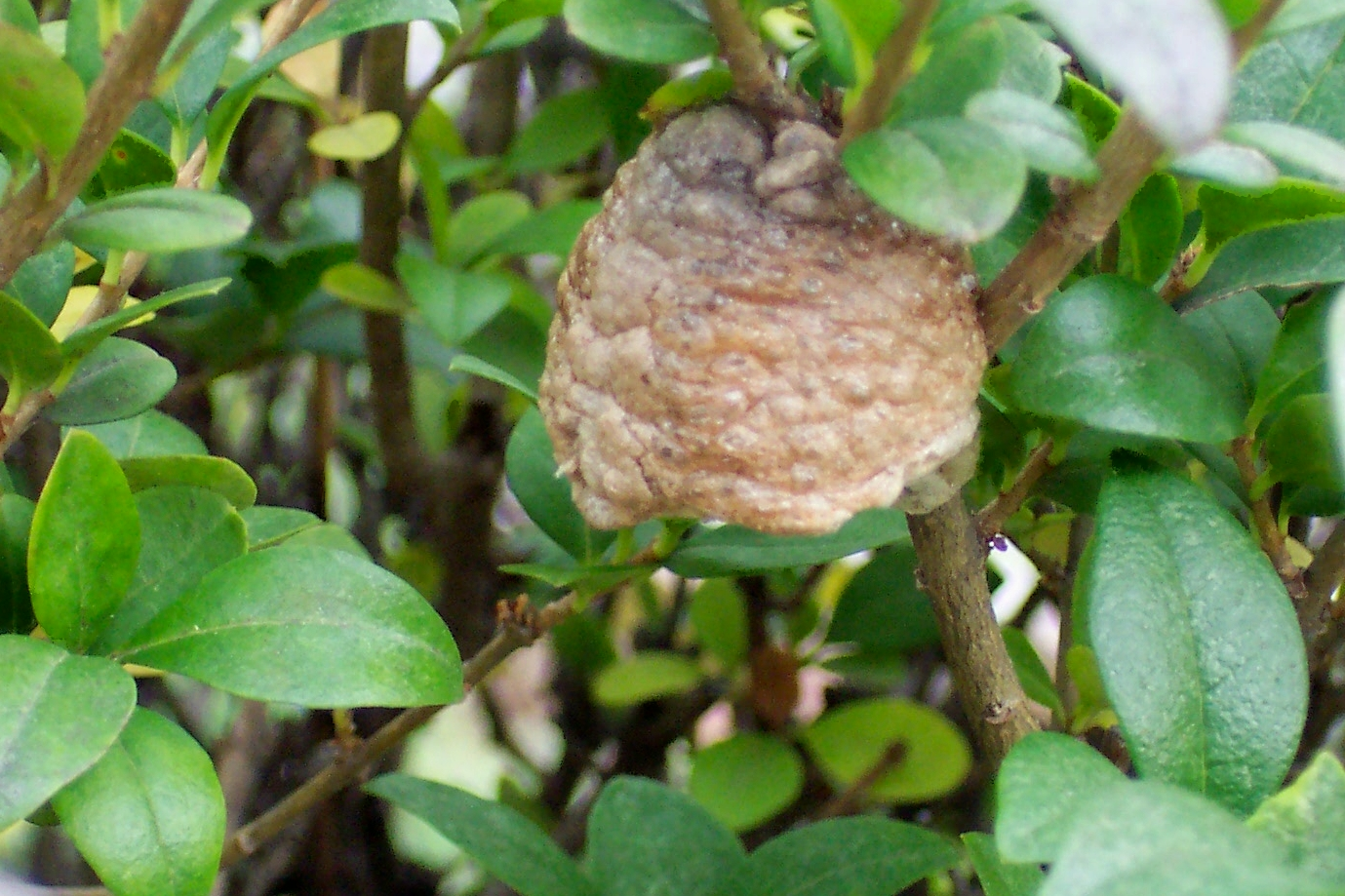
Eiercocon